# Javier Campos Cabrera
Antonio Javier Campos Cabrera (Las Palmas de Gran Canaria, España, 13 de mayo de 1963) es un exfutbolista español que se desempeñaba como defensa.

## Clubes
| Club                         | País   | Año       |
| ---------------------------- | ------ | --------- |
| Las Palmas Atlético          | España | 1981-1982 |
| U. D. Las Palmas             | España | 1982-1988 |
| Real Oviedo                  | España | 1989      |
| Hércules CF                  | España | 1989-1992 |
| CD Maspalomas                | España | 1992-1994 |
| Universidad de Las Palmas CF | España | 1994-1998 |